# Acedia
Acedia (gr. akēdía, akedeía – „brak troski o własny byt i istnienie, obojętność” od kēdía (troska) lub według Hipokratesa i Galena aciditas, czyli kwaśność czarnej żółci, melancholia) – w teologii wypalenie religijne, apatia (psychologia) i obojętność, tzw. choroba mnichów, „depresja” duchowa, niekiedy utożsamiana również z lenistwem lub gnuśnością.
Acedia, choroba duszy objawiająca się niemożnością zaznania spokoju, dekoncentracją i apatią, znana jest w tradycji chrześcijańskiej co najmniej od czasów ojców pustyni. Opisali ją m.in. Ewagriusz z Pontu i Jan Kasjan (który nazywa acedię taedium – przesytem).
Acedia objawia się przygnębieniem, smutkiem, brakiem motywacji do działania, brakiem zaangażowania i nadziei, zniechęceniem, wyczerpaniem, zobojętnieniem i wrażeniem duchowej pustki. Jest to niezdolność bycia tu i teraz, zajmowania się tym, co właśnie jest. Ewagriusz w jednym ze swoich dzieł opisuje przykład mnicha owładniętego demonem acedii. Mnich siedzi w swojej celi, jednak tam nie wytrzymuje. Ciągle wygląda przez okno, czy czasem ktoś nie przyjdzie w odwiedziny. Nie może doczekać się pory na posiłek i żali się na Boga, że czas tak wolno płynie. Potem czyta trochę Biblię, lecz wtedy robi się senny. Podkłada Biblię pod głowę, ale złości się, że jest ona za twarda, by na niej spać. Mnich staje się płaczliwy, ponieważ nie otrzymuje tego, czego chce. Problem w tym, że sam nie wie, co to jest. Jan Kasjan dodaje, że charakterystyczną cechą acedii jest tzw. horror loci, czyli niechęć do miejsca, w którym się obecnie znajduje, i czynności, którą się wykonuje. Kiedy się pracuje, najchętniej nic by się nie robiło. Kiedy się nie pracuje, odczuwa się nudę.
Od dawna spierano się, czy acedia jest grzechem, czy też nie. Najszerzej zajmuje się tą kwestią Tomasz z Akwinu (Suma Teologiczna IIb 35), który przytacza argumenty za i przeciw, opierając się na takich filozofach i teologach jak Arystoteles, Jan z Damaszku czy Jan Kasjan. Ostatecznie Tomasz z Akwinu zalicza acedię do grzechów głównych (w tłumaczeniu polskim kryje się ona pod nazwą tradycyjną lenistwo).
Jako lekarstwo na acedię mnisi w dawnych czasach uważali dbałość i uważność w wykonywaniu wszystkich czynności, osiąganą poprzez medytację i kontemplację, czyli to, co buddyści nazywają satipatthāna.
Według Dantego ludzie obciążeni grzechem acedii cierpieli aż w piątym kręgu piekieł. Opierając się na wyobrażeniach Dantego, treść pojęcia przybliżył nowoczesności Thomas Stearns Eliot w swoich dziełach, takich jak Ziemia jałowa czy Cocktail Party, w których za główny problem współczesności uznał zanik woli. 
Krótki opis acedii dał w swej książeczce Melancholia. O tych co nigdy nie odnajdą straty Marek Bieńczyk.
Współczesny mnich benedyktyński, Niemiec Anselm Grün, uważa, że acedię można utożsamiać ze stresem, niepokojem, zabieganiem, które dzisiaj towarzyszą prawie każdemu człowiekowi i nazywane są niekiedy „chorobą naszych czasów”. Twierdzi on, że acedia jest nie tyle chorobą (w odróżnieniu od depresji), co niekorzystnym stanem ducha, który jest charakterystyczny dla człowieka w pewnych okresach jego życia.